# 平藤間
平藤間（たいら ふじま）は、福島県いわき市の大字である。郵便番号は970-0103。

## 地理
いわき市中央部の平地区に属し、地区内東部の太平洋沿岸に位置する。西から北にかけ平下大越、南で平下高久とそれぞれ隣接する。概ね町村制施行以前の磐前郡藤間村の流れを汲む地域である。二級水系夏井川流域と二級水系滑津川流域の間を隔てる尾根筋と海沿いの平地でなされ、平地には水田が広がり、街道沿いや山裾に集落が存在する。内郷御厩町に所在するいわき中央警察署及び平字正内町に所在する平消防署がそれぞれ管轄にあたる。

### 主な字
字
- 南町田
- 林
- 新林

- 柴崎
- 北谷地
- 川前

- 千ケ久保
- 中之内
- 松原

- 安養原
- 中谷地

## 河川
- 藤間川
  - 藤間沼
- 愛谷江筋

## 歴史
- 1879年1月27日 - 幕府領藤間村が福島県内における郡区町村制の施行により磐前郡の村となる[4]。
- 1889年4月1日 - 町村制の施行により藤間村が山崎村、菅波村、荒田目村、上大越村、下大越村と合併し、磐前郡夏井村が発足する。旧藤間村域は夏井村の大字となる[4]。
- 1896年4月1日 - 磐前郡と周辺郡との合併により石城郡が発足し、石城郡夏井村となる[4]。
- 1954年10月1日 - 夏井村が平市と合併し、平市の大字となる[4]。
- 1966年10月1日 - 平市が磐城市・常磐市・内郷市・勿来市、石城郡小川町・遠野町・四倉町・川前村・田人村・好間村・三和村、双葉郡久之浜町・大久村と合併しいわき市となり、いわき市平地区の大字となる[4]。

## 世帯数と人口
2023年10月31日現在の世帯数と人口は以下の通りである。
| 大字   | 世帯数  | 人口  |
| ------ | ------- | ----- |
| 平藤間 | 109世帯 | 520人 |

## 小・中学校の学区
市立小・中学校に通う場合、学区は以下の通りとなる。
| 番地 | 小学校               | 中学校               |
| ---- | -------------------- | -------------------- |
| 全域 | いわき市立夏井小学校 | いわき市立藤間中学校 |

## 交通

### 道路
- 福島県道15号小名浜四倉線
- 福島県道382号豊間四倉線

### バス
新常磐交通路線バス
- （いわき駅方面） - 松原 - 藤間 - 藤間中前 - （西原方面）
  - いわき駅～夏井～西原

## 施設
- いわき市立藤間中学校
- 新舞子浜公園
  - 新舞子ビーチ
- 舞子浜病院
- 長春館病院
- ホテル浬 - 旧かんぽの宿いわき
- ホンダカーズ藤間
- 浄土宗安養院
- 愛宕地蔵
- 新山神社